# Planigale ingrami
Planigale ingrami é uma espécie de marsupial da família Dasyuridae. Endêmica da Austrália.
- Nome Popular: Planigale-de-cauda-longa ou Planigale-do-norte

- Nome Científico: Planigale ingrami (Thomas, 1906)

- Sinônimo do nome científico da espécie: Phascogale ingrami;

## Características
É o menor de todos os marsupiais, e um dos menores mamíferos do mundo. Raramente é visto, mas bastante comum nas planícies de solo rachado, na Austrália;
A cabeça do Planigale-no-norte tem uma forma extraordinária. Todos os planigales têm uma cabeça achatada, muito mais ampla do que profunda. Este Planigale menor leva essa tendência a um extremo: em apenas três mm a quatro de cima para baixo, o crânio é de um quinto tão profundo como é largo. O objetivo, ao que parece, é para permitir espremer nas menores fissuras no solo; para encontrar suas presas, talvez para evitar predadores, ou mais provavelmente por ambos os motivos.
A forma da cabeça de lado (em qualquer caso, não é evidente em todos os ângulos), parece com um pequeno rato com cauda longa e nua. O focinho é pontudo, o pelo indefinível e variado de marrom, os membros posteriores são um pouco maiores que os anteriores, permitindo-lhe ficar semi-agachados sobre as patas e na cauda, um pouco como um pequeno esquilo.
O comprimento do corpo varia entre cinco e seis cm, uma média de 59 milímetros em ambos os sexos, o comprimento da cauda é semelhante. O peso médio do macho é de 4,2 gramas e as fêmeas 4,3 gramas, podendo chegar a seis gramas;

## Hábitos alimentares
À noite é um caçador ativo e destemido, predando principalmente insetos e suas larvas, pequenos lagartos e filhotes de pequenos mamíferos quase tão grandes quanto ele próprio. Com as presas maiores, como gafanhotos, um bote inicial é muitas vezes insuficiente e os Planigales atacam repetidas vezes até que a presa não se esforce mais. Normalmente ele come apenas as partes moles, descartando a cabeça e as asas;

## Características de reprodução
A reprodução pode ocorrer em qualquer época do ano, mas principalmente durante a estação chuvosa. Quatro a oito filhotes nascem, por vezes, com muitos com 12 filhotes em populações do sul, os filhotes passam seis semanas na bolsa virada para trás, e em seguida escondido em um ninho de gramíneas sob a casca ou outra vegetação.

## Habitat
O Planigale-do-Norte vive em várzeas e matas xéricas com solo de barro rachado.

## Distribuição Geográfica
Norte e Leste de Queensland, Nordeste do Território do Norte, Nordeste da Austrália Ocidental;

## Subespécies
- Subespécie: Planigale ingrami brunnea? (Troughton, 1928)

Nota: Na descrição original do gênero, Troughton refere a esta subespécie brunnea como o genotipo Planigale brunnea. Para Troughton é o tipo original de designação da espécie, não Planigale ingrami de (Thomas);
Local: Queensland, Austrália;
- Subespécie: Planigale ingrami ingrami (Thomas, 1906)

Local: Território do Norte e Queensland, Austrália;
- Subespécie: Planigale ingrami subtilissima? (Lönnberg, 1913)

Sinônimo do nome científico da subespécie: Planigale subtilissima, Phascogale subtilissima;
Nome Popular da subespécie: Planigale-pequeno-do-Norte
Nota: Talvez seja distinta para alguns autores;
Local: Austrália Ocidental e Território do Norte;